# Плиний Млади
Плиний Млади, пълно име Гай Плиний Цецилий Секунд (на латински: Gaius Plinius Caecilius Secundus; * 61/62, Комо, Италия; † ок. 113, Витиния, е древноримски политически деец, писател и юрист.

## Биография
Роден е в гр. Комо в богато семейство. Баща му Луций Цецилий Цилон заемал важна длъжност в града, а майка му Плиния Марцела е сестра на Плиний Стари – известен античен държавен деятел и автор на енциклопедическата „Естествена история“. Плиний рано губи баща си и бива осиновен от вуйчо си, който му дава превъзходно образование. Освен Плиний Стари, негов учител е бил и Луций Вергиний Руф – древноримски военен и политически деец, който неколкократно отказал титлата император, предлагана му от войската.
В началото на 70-те години отива в Рим, където изучава красноречие в риторското училище под ръководството на Квинтилиан и Никет Скодра. На 18 – 19-годишна възраст започва адвокатска дейност в Съда на центумвирите. Плиний се представя отлично и бързо преминава по цялата йерархическа стълбица на държавните служби (магистратури – cursus honorum). През 81 г. бива назначен за жрец на култа към императора, през 82 г. за военен трибун в Сирия, през 83 г. – за началник на конницата, през 89 – за квестор, през 92 става претор, а през 94 г. – префект на военната хазна. Всички тези постове Плиний заема по времето на управлението на Домициан, но само смъртта на владетеля го спасява от екзекуция заради донос. При император Нерва е назначен за префект на Сатурновата хазна.
Император Траян включва Плиний сред приближените си. През 100 г. Плиний е назначен за консул, а през 103 г. е избран в авгурската колегия. Заема и отговорната длъжност наблюдател на Тибър (superintendens).
До последните си дни не изоставя адвокатската си практика и участва в съдебни процеси. Три пъти се жени (запазени са писма, адресирани до последната му жена – Калпурния), но няма деца. Притежавал е няколко вили в Италия, в това число две близо до родния му град Комо, наречени „Трагедия“ и „Комедия“. Правят се опити за реконструкция на тези вили по описанията на самия Плиний. Въпреки че прекарва голяма част от времето си в Рим, Плиний не забравя за жителите на Комо, бил патрон на града и жертвал много пари за развитието му. С негови средства в Комо била построена библиотека.
През 110 г. Плиний е назначен за императорски легат в провинция Витиния с отговорното поръчение да изкорени корупцията, но там умира скоропостижно. Точната дата на смъртта на Плиний и мястото на погребението му са неизвестни.

## Писмата на Плиний
Между 97 и 109 г. Плиний публикувал 9 книги със свои писма. Всички те са достигнали до наши дни и са образец на епистоларния жанр. Писмата са адресирани до различни хора: с някои от тях Плиний споделя ежедневните си грижи, с други разсъждава за поезия, с трети обсъжда политически събития. Писмата на Плиний са незаменим източник на информация за живота и устройството на Римската империя от времето на Домициан, Траян и Нерва.
В писмата си до Тацит Плиний разказва за изригването на Везувий през 79 г., чийто свидетел става лично. Описва огромния облак, надигнал се над кратера на вулкана, градушката от пепел и камъни и земетресението, довело до появата на цунами. Плиний описва смъртта на своя вуйчо, който побързал да изследва необичайното природно явление. Той се отправил натам с ескадрата, чийто командир бил по това време, достигнал до Стабии, където бил „задушен от тежкия въздух“.
Десетият том от писмата на Плиний съдържа преписката му с император Траян, с който имал твърде близки отношения. Плиний се съветва с владетеля по проблемите във Витиния, съобщава му за разкрити факти на корупция. Освен това в писмата на Плиний до Траян е едно от най-ранните писмени упоменавания за християните. Плиний разказва за някои християнски обреди, за това с каква твърдост християните отстоявали религията си и не желаели да почитат култа към императора. Плиний се колебаел дали да обръща внимание на анонимни доноси обвиняващи християни и търси съвет от императора. Траян оправдава подхода му и го съветва да не обръща внимание на доносите.

## Ораторското изкуство на Плиний и други библиографски паметници
В 14-годишна възраст Плиний написва първата си трагедия на гръцки език. За нея той споменава в писмата си: „не зная, какво беше; наричаше се трагедия“. Сериозно внимание Плиний Млади отделял на стихотворенията си, които според неговите думи съвременниците му ценяли толкова високо, колкото и поезията на Тацит, но не са се запазили до наши дни.
Плиний бил превъзходен оратор. В писмата си той обръща особено внимание на нюансите на ораторското изкуство. В съчиненията му е забележимо подражанието на стила на Цицерон. Многобройните съдебни речи на Плиний били издавани и се ползвали с висока популярност (в това число обвинителната реч против испанския наместник Бебий Маса, но до нас е достигнал само „Панегирик за император Траян“ – хвалебствена реч, която Плиний произнася след като е избран за консул. В нея Плиний разказва за нововъведенията на Траян в областта на законите, търговията, военната дисциплина и правосъдието. Въпреки откровено хвалебствения характер на речта (такива речи били задължителни при встъпване в длъжност, дарена от императора), Плиний като цяло правилно оценява управлението на Траян. В писмата си той го нарича „най-добър владетел“ (optimus princeps).

## Изследвания
- Силвия Бакърджиева. Плиний Млади: Carmen Christo quasi Deo: химн или псалм? – В: Omnia vincit amor: Юбилеен сборник на НГДЕК в чест на проф. Василка Тъпкова-Заимова. Съст. В. Вачкова и Цв. Степанов. С., УИ, 2008.